# Суперкубок Ізраїлю з футболу 1966
Суперкубок Ізраїлю з футболу 1966 — 4-й неофіційний розіграш турніру. Матч відбувся 10 вересня 1966 року між чемпіоном Ізраїлю клубом Хапоель (Тель-Авів) та володарем кубка Ізраїлю клубом Хапоель (Хайфа).
| Володар Суперкубка Ізраїлю 1966  |
| -------------------------------- |
|                                  |
| Хапоель (Тель-Авів) Другий титул |

## Матч

### Деталі
| 10 вересня 1966 |

| Хапоель (Тель-Авів) | 2:1 | Хапоель (Хайфа) |
| ------------------- | --- | --------------- |
| Хазом 20', 69'      |     | Ацмон 55'       |

| Кір'ят Хаїм, Хайфа Глядачів: 9 000 Арбітр: Моше Ашкеназі |

|  |  |

| В                |  | Данні Ельякаям        |
| З                |  | Єгошуа Файгенбаум     |
| З                |  | Шимон Бен Єонатан (к) |
| ПЗ               |  | Шабі Бен Барух        |
| ПЗ               |  | Амація Левкович       |
| ПЗ               |  | Давид Примо           |
| Н                |  | Джордж Борба          |
| Н                |  | Єезкель Хазом         |
| Н                |  | Хаїм Нуріелі          |
| Н                |  | Авраам Коен           |
| Н                |  | Данні Борсок          |
| Головний тренер: |  |                       |
| Йосеф Мирманович |  |                       |

| В                 |  | Еліяху Беніш    |  |                  |
| З                 |  | Їцхак Разон     |  | Замінений        |
| З                 |  | Шалтіель        |  |                  |
| ПЗ                |  | Габі Пікер      |  |                  |
| ПЗ                |  | Дов Ацмоїн      |  | Замінений        |
| ПЗ                |  | Елі Дамті       |  |                  |
| Н                 |  | Робі Янг        |  |                  |
| Н                 |  | Єгошуа Палгі    |  |                  |
| Н                 |  | Гідеон Голдберг |  |                  |
| Н                 |  | Їцхак Енгландер |  |                  |
| Н                 |  | Віктор Янг      |  |                  |
| Заміни:           |  |                 |  |                  |
| З                 |  | Амос Лазовський |  | Вийшов на заміну |
| ПЗ                |  | Давид Габісон   |  | Вийшов на заміну |
| Н                 |  | Епхраїм Лауфер  |  | Вийшов на заміну |
| Н                 |  | Абба Гіндін     |  | Вийшов на заміну |
| Головний тренер:  |  |                 |  |                  |
| Миодраг Йованович |  |                 |  |                  |